# 412 Elisabetha
412 Elisabetha este un asteroid din centura principală, descoperit pe 7 ianuarie 1896, de Max Wolf.